# Lac Pierre
Lac Pierre är en sjö i Kanada.   Den ligger i regionen Lanaudière och provinsen Québec, i den sydöstra delen av landet, 180 km nordost om huvudstaden Ottawa. Lac Pierre ligger 241 meter över havet. Arean är 0,70 kvadratkilometer. Den sträcker sig 1,7 kilometer i nord-sydlig riktning, och 1,0 kilometer i öst-västlig riktning.
I omgivningarna runt Lac Pierre växer i huvudsak blandskog. Runt Lac Pierre är det ganska glesbefolkat, med 29 invånare per kvadratkilometer.